# Scutellaria baicalensis
Scutellaria baicalensis is een soort uit de lipbloemenfamilie (Lamiaceae).

## Kenmerken
De kruidachtige plant wordt tussen de 20 en de 40 centimeter hoog. De wortelstok is slank en langwerpig. De bladeren zijn eirond en gekarteld. De bovenkant van de lip is in de zomer violet van kleur en de onderkant is blauw van kleur. De bloemen zijn tussen de 2 en de 3 centimeter lang.

## Voorkomen
Scutellaria baicalensis komt van nature voor van Siberië tot in China. In Europa wordt de plant gekweekt.
... · 
S. baicalensis · 
S. columnae (Trosglidkruid)
S. galericulata (Blauw glidkruid) · 
S. lateriflora · 
S. minor (Klein glidkruid) · 
...